# NGC 253

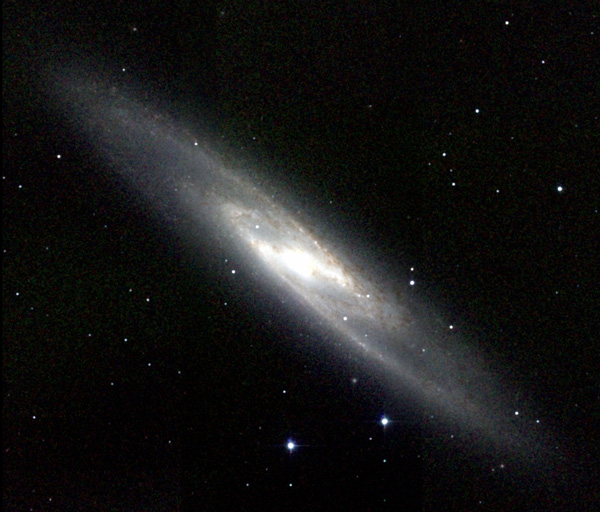
NGC 253

NGC 253 (anche UGCA 13, PGC 2789, Caldwell 65), la Galassia dello Scultore, è una grande galassia a spirale nella costellazione dello Scultore.
Fa parte del vicino Gruppo dello Scultore, un insieme di galassie di cui NGC 253 occupa la posizione dominante. Per dimensioni e massa, è la seconda grande galassia più vicina alla Via Lattea, dopo la Galassia di Andromeda. La sua distanza dalla Via Lattea è stimata sugli 11,4 milioni di anni luce.
La galassia fu scoperta da Caroline Herschel nel 1783 mentre cercava nuove comete. Circa mezzo secolo dopo, John Herschel la osservò con il suo telescopio di 18 pollici (45,7 cm) con specchio metallico da Capo di Buona Speranza. Così descrive l'oggetto: “Molto grande (24′ di lunghezza) e luminoso; un oggetto superbo. [...] La sua luce è un po' striata, ma non vedo nessuna stella all'interno, eccetto 4 grandi e una piccolissima, ma non sembrano appartenerle, ce ne sono tante intorno".
Nel 1961, Allan Sandage scrive che la Galassia Scultore è "Il primo esempio di un sottogruppo speciale di sistemi Sc. [...] Le immagini fotografiche delle galassie del gruppo sono dominate da una cortina di polveri. Linee e ammassi di polvere di grande complessità sono sparsi sulla superficie. I bracci a spirale sono spesso difficili da tracciare. [...] I bracci sono definiti tanto dalla polvere quanto dalla spirale". Nel frattempo si scoprì che NGC 253 era una discreta sorgente di onde radio.

## Osservazione
NGC 253 s'individua 7 gradi a sud della brillante stella β Ceti. Sotto un buon cielo, un binocolo 11x80 è già sufficiente per individuarla e, se la notte è limpida e buia, anche con un 10x50 se ne osserva un leggero alone allungato. Un telescopio riflettore da 200mm di apertura rivela bene sia il nucleo, sia i due bracci di spirale, rivolti uno a NE e l'altro a SW, che si originano dalla barra centrale. Due stelle gialle di ottava grandezza appartenenti alla nostra Galassia si osservano sul lato sud dell'oggetto.
Nelle immagini fotografiche a lunga esposizione, il disco galattico esibisce chiari segni di interazione recente, forse i resti di uno o più satelliti catturati e distrutti. La galassia nana satellite Scl-MM-Dw2 (anche NGC 253-dw2) è attualmente in fase di cattura e distruzione mareale.

## Caratteristiche
NGC 253 è una cosiddetta galassia starburst, ossia dove è vigorosa la formazione stellare. Il 22 novembre 1940, Fritz Zwicky scoprì vicino al suo nucleo una supernova, classificata nella International Astronomical Union Circular  (IAUC) 848 come SN 1940E.
Sino all'anno 2020, entro la regione di influenza di NGC 253, erano note 12 galassie satelliti: NGC 247, NGC 7793 e i suoi compagni PGC 704814 ed ESO 349–031, DDO 6, ESO 349-03, ESO 540-032, KDG 2, Sc22, LVJ0055-2310, Scl-MM-Dw1, Scl-MM-Dw2.
Nel giugno 2021 è stata riportata la scoperta di tre nuove galassie satelliti, nominate Donatiello II, Donatiello III e Donatiello IV, scoperte dall'astrofilo italiano Giuseppe Donatiello. Donatiello II è il terzo satellite più vicino a NGC 253. Donatiello III, a circa 340.000 parsec da NGC 253, è uno dei membri periferici del gruppo satellite. Donatiello IV, insieme alla galassia nana irregolare ESO 540-032, forma un sottogruppo intorno a NGC 247.
Ad agosto 2021, un altro gruppo di astronomi ha annunciato la scoperta di ulteriori tre nuove galassie satelliti, designate come Scl-MM-dw3, Scl-MM-dw4 e Scl-MM-dw5; tuttavia l'oggetto Scl-MM-dw3, come hanno specificato gli autori dello studio, è corrispondente alla già riportata Donatiello II. Le ultime satelliti, tutte osservate con il Telescopio Spaziale Hubble, distano rispettivamente 3,48, 4,10 e 3,90 Mpc e sono classificabili come galassie nane ultra-deboli (UFD).
Osservazioni compiute con il Telescopio Spaziale Hubble hanno permesso di stabilire le distanze delle galassie Donatiello III e Donatiello IV, rispettivamente in 3,37 e 3,94 Mpc, confermando l'appartenenza al sistema satellitare di NGC 253. È stata inoltre confermata l'appartenenza anche dell'oggetto denominato dw0036m2828, stimato a 3,76 Mpc. Lo stesso studio ha anche escluso che la galassia nana riportata come SculptorSR sia nel gruppo di NGC 253, distando circa 19 Mpc e forse in interazione con NGC 150.
Nel marzo 2024, un gruppo internazionale ha annunciato la scoperta di una nuova galassia satellite denominata NGC253-SNFC-dw1. Si tratta di un oggetto molto diffuso e debolissimo, rivelato utilizzando la fotometria stellare profonda ottenuta come parte del Subaru Near-Field Cosmology Survey che utilizza la Hyper Suprime-Cam sul Telescopio Subaru. La distanza è stata stimata in 3,62 Mpc.
Nel maggio 2024, è stata riportata la scoperta di altre cinque galassie nane satellite, anche queste scoperte dall'astrofilo italiano Giuseppe Donatiello. In conformità alla nomenclatura usata, sono state chiamate Donatiello V, Donatiello VI, Donatiello VII, Donatiello VIII e Donatiello IX. Le nuove scoperte indeboliscono l'ipotesi di una distribuzione complanare dei satelliti.
Le galassie NGC 59, NGC 625, DDO 226 e UGCA 442 sono invece ritenute poste alla periferia e non legate a NGC 253, pur essendo nello stesso gruppo.

## Nella cultura di massa
Nella serie televisiva The Event nell'episodio Inostranka gli extraterrestri affermano di venire dalla galassia NGC 253.